# Johannes von Geissel
Johannes von Geissel (Gimmeldingen, 5 febbraio 1796 – Colonia, 8 settembre 1864) è stato un cardinale tedesco.

## Biografia
Nacque a Gimmeldingen il 5 febbraio 1796.
Frequentò il seminario di Magonza dal 1815 al 1818, anno in cui fu ordinato sacerdote. Fu consacrato vescovo e nominato vescovo di Spira nel 1837, nel 1841 fu nominato coadiutore ed amministratore apostolico con diritto di successione, dell'arcidiocesi di Colonia il cui arcivescovo, Clemens August Droste zu Vischering era stato liberato dal carcere (1839) dove era stato rinchiuso per non aver aderito alla politica governativa riguardo ai matrimoni misti; Johannes divenne arcivescovo di Colonia nel 1845, dopo la morte di Droste zu Vischering, avvenuta nel 1844. Nel 1842 era stato nominato arcivescovo titolare di Iconio.
Papa Pio IX lo elevò al rango di cardinale presbitero nel concistoro del 30 settembre 1850 con il titolo di San Lorenzo in Panisperna.
Morì l'8 settembre 1864 all'età di 68 anni.

## Genealogia episcopale e successione apostolica
La genealogia episcopale è:
- Cardinale Scipione Rebiba
- Cardinale Giulio Antonio Santori
- Cardinale Girolamo Bernerio, O.P.
- Arcivescovo Galeazzo Sanvitale
- Cardinale Ludovico Ludovisi
- Cardinale Luigi Caetani
- Cardinale Ulderico Carpegna
- Cardinale Paluzzo Paluzzi Altieri degli Albertoni
- Papa Benedetto XIII
- Papa Benedetto XIV
- Papa Clemente XIII
- Cardinale Giovanni Carlo Boschi
- Cardinale Bartolomeo Pacca
- Cardinale Francesco Serra Cassano
- Arcivescovo Joseph Maria Johann Nepomuk von Fraunberg
- Cardinale Johannes von Geissel

La successione apostolica è:
- Vescovo Wilhelm Arnoldi (1842)
- Vescovo Anton Gottfried Claessen (1845)
- Vescovo Johann Anton Friedrich Baudri (1850)
- Vescovo Eduard Jakob Wedekin (1850)
- Vescovo Konrad Martin (1856)